# Индустријска зона Норд (Козенца)
Индустријска зона Норд је насеље у Италији у округу Козенца, региону Калабрија.
Према процени из 2011. у насељу је живело 7 становника. Насеље се налази на надморској висини од 632 м.